# غود كلور (مقاطعة فسا)
غود كلور (بالفارسية: گودکلور) هي قرية تقع في Jangal Rural District في إيران. يقدر عدد سكانها بـ 29 نسمة .